# 더크하토그섬
더크하토그섬(Dirk Hartog Island, 딕하토그섬)은 웨스턴오스트레일리아주의 개스코인(Gascoyne) 해안에서 떨어진 섬으로, 샤크베이(Shark Bay) 세계유산 지역 내에 있다. 길이는 약 80킬로미터(50마일)이고 폭은 3~15킬로미터(1.9~9.3마일)이며 서호주에서 가장 크고 가장 서쪽에 있는 섬이다. 면적은 620평방킬로미터(240평방마일)이며 퍼스 (웨스턴오스트레일리아주)에서 북쪽으로 약 850킬로미터(530마일) 떨어져 있다.
섬의 전통적인 관리인인 말가나(Malgana) 사람들이 위루마나(Wirrumana)로 알려진 이 섬은 네덜란드 선장인 더크 하토그(Dirk Hartog)의 이름을 따서 명명되었다. 그의 배는 1616년에 남위 26도에 가까운 서호주 해안선과 처음 조우했다. 섬을 떠난 후 하토그는 해안을 따라 북동쪽으로 항해를 계속하여 호주 본토에 가장 초기에 알려진 이름 중 하나인 에엔드라흐츠란트(Eendrachtsland)를 부여했다. 자신의 배 에엔드라흐트(Eendracht)의 이름을 따서 "콩코드"를 의미하는 이름을지었다.
이 섬은 현재 주요 환경 재도입 프로젝트인 리턴 투 1616(Return to 1616)의 현장으로, 도입된 모든 가축과 야생 동물이 제거되었으며 다양한 재도입 단계에서 11종의 토종 동물이 제거되었다.